# Charles Carver
Charles Carver Martensen, plus connu sous le nom de Charlie Carver, est un acteur américain né le 31 juillet 1988 à San Francisco en Californie. Il est surtout connu pour avoir incarné le rôle de Porter Scavo dans la série dramatique Desperate Housewives (2008-2012) et de Ethan dans la série Teen Wolf. Il est le frère jumeau de Max Carver, avec qui il joue dans plusieurs séries et plusieurs films.

## Biographie

### Jeunesse
Charlie Carver est né le 31 juillet 1988 à San Francisco, sept minutes avant son frère jumeau Max, qui est né le 1er août 1988. Il a également un frère et une sœur aînés. Il est le fils de Robert Martensen, auteur et chercheur médical pour les National Institutes of Health, et d'Anne Carver.
En 1992, Charlie s'installe avec ses frères, sa sœur, sa mère et son beau-père Denis Sutro, à Calistoga, dans le comté de Napa. Il commence à s'intéresser à la comédie lorsqu'il est en quatrième en jouant dans des pièces de théâtre. Il va au lycée St. Paul’s Boarding School à Concord, mais le quitte pour rejoindre l'Interlochen Center for the Arts, dans le Michigan. Il étudie aussi la comédie au conservatoire The American Conservatory Theater de San Francisco. En 2012, il sort diplômé de l'université de Californie du Sud.

### Carrière
Alors que Charlie Carver fait du shopping dans une boutique de chaussures de Santa Monica, il est repéré par Matthew Jackson, un agent artistique qui travaille pour Rebel Entertainment Partners, Inc.. Celui-ci pense que Charlie a un « look intéressant » et décide de lui faire signer un contrat, avec son frère jumeau Max, peu après cette rencontre. Dès lors, Charlie et Max auditionnent pour les rôles de Porter et Preston Scavo dans la célèbre série Desperate Housewives et obtiennent les rôles. 
Après l'arrêt de la série en 2012, Charlie apparaît dans plusieurs web-séries et téléfilms. Il joue ensuite le rôle d'Ethan dans la série Teen Wolf aux côtés de son frère Max, de juin 2013 à mars 2014. 
Charlie interprète le rôle de Scott Frost dans la série d'HBO The Leftovers, une nouvelle fois aux côtés de son frère Max, qui incarne quant à lui Adam Frost. 
En 2018, Charlie fait ses premiers pas au théâtre. De mai à août, il interprète le personnage de Cowboy dans une nouvelle production de la pièce The Boys in the Band à Broadway. La pièce sera portée à l’écran en 2020 sur Netflix. 
En janvier 2019, Charlie est annoncé dans le casting d'une nouvelle série Netflix, Ratched, sortie en septembre 2020. Il y incarne le rôle de Huck Finnigan.

### Vie privée
Charlie Carver révèle son homosexualité le 11 janvier 2016 sur son compte Instagram,.
En 2017, à la suite de l'affaire Harvey Weinstein, l'acteur confesse avoir été abusé sexuellement durant sa carrière.

## Filmographie

### Cinéma
- 2013 : Underdogs de Doug Dearth : John Handon III
- 2014 : Bad Ass 2 : Bad Asses de Craig Moss : Eric
- 2015 : I Am Michael de Justin Kelly : Tyler
- 2017 : Combat de profs (Fist Fight) de Richie Keen : Nathaniel
- 2017 : A Midsummer Night's Dream (en) de Casey Wilder Mott : Snug
- 2018 : In the Cloud de Robert Scott Wildes : Jude
- 2020 : The Boys in the Band de Joe Mantello : Cowboy
- 2022 : The Batman de Matt Reeves : Jumeau 1

- 2024 : Teen Wolf: The Movie 2 de Russell Mulcahy : Ethan

### Télévision

#### En tant qu'acteur

##### Séries télévisées
- 2008-2012 : Desperate Housewives : Porter Scavo
- 2009 : The League : Kevin Trophy
- 2013 : Scandale au pensionnat (Restless Virgins) : Dylan
- 2013-2017 : Teen Wolf (Saison 3, Saison 6B) : Ethan
- 2014 : The Leftovers (Saison 1) : Scott Frost
- 2014 : Hawaii 5-0 (Saison 5 - Épisode 8) : Travis Kealoha
- 2017 : When we Rise de Dustin Lance Black (Saison 1 - Épisode 1) (mini série) : Michael
- 2020 : Ratched  : Huck Finnigan (8 épisodes)
- 2022 : American Horror Story: NYC : Adam Carpenter (9 épisodes)

##### Téléfilms
- 2012 : Fred 3: Camp Fred de Jonathan Judge : Hugh Thompson
- 2013 : Scandale au pensionnat (Restless Virgin) de Jason Lapeyre : Dylan

##### Clips
- 2016 : Where Is the Love? du groupe The Black Eyed Peas
- 2019 : Ease my mind de Ben Platt

#### En tant que scénariste
- 2022 : American Horror Story: NYC (4 épisodes)

### Théâtre
- 2018 : The Boys in the Band : Cowboy

## Récompenses et nominations
| Année | Travail              | Association                         | Récompense                                              | Résultat   |
| ----- | -------------------- | ----------------------------------- | ------------------------------------------------------- | ---------- |
| 2008  | Desperate Housewives | Screen Actors Guild Awards          | Meilleure distribution pour une série télévisée comique | Nomination |
| 2019  | The Boys in the Band | Broadway.com Audience Choice Awards | Performance révolutionnaire préférée (homme)            | Nomination |
| 2019  | The Boys in the Band | Tony Awards                         | Meilleure renaissance d'une pièce de théâtre            | Lauréat    |

## Voix françaises
- Olivier Martret[4] dans (les séries télévisées) :
  - Desperate Housewives
  - Teen Wolf

- Alexandre Nguyen[5] dans :
  - The Leftovers (série télévisée)
  - The Boys in the Band

Et aussi
- Stanislas Forlani dans The League[6] (série télévisée)
- Romain Redler dans Scandale au pensionnat (téléfilm)
- Gauthier Battoue dans Combat de Profs
- Nicolas Duquenoy dans Ratched[6] (série télévisée)
- Baptiste Caillaud dans The Batman[6]
- Fred Colas dans American Horror Story[6] (série télévisée)